# Robotics;Notes
live film
Robotics;Notes (ロボティクス・ノーツ, Robotikusu Nōtsu) és una novel·la visual feta i publicada per 5pb. També té una adaptació als videojocs en les consoles de PlayStation 3 i Xbox 360 que va eixir al mercat el 28 de juny de 2012. És el tercer joc de 5pb. en les seues sèries de Ciència-Aventura després de Chaos;Head i Steins;Gate i està descrita com una "Aventura de Ciència Augmenada" (拡張科学アドベンチャー, Kakuchō Kagaku Adobenchā). Sis mangues s'han publicat, i una adaptació d'anime de Production I.G es va emetre a l'espai de Noitamina de Fuji TV entre octubre de 2012 i març de 2013. L'anime va ser llicenciat per Funimation a Amèrica del Nord.